# Iwan Sidorow (polityk)
Iwan Iwanowicz Sidorow (ros. Иван Иванович Сидоров, ur. 7 września 1897 we wsi Parfientjewo w guberni moskiewskiej, zm. 1984 w Moskwie) – radziecki polityk, przewodniczący Moskiewskiej Rady Miejskiej (1937-1938).

## Życiorys
Od 1918 członek RKP(b), 1918-1922 żołnierz Armii Czerwonej, 1924-1925 przewodniczący komitetu wykonawczego rady gminnej, 1925-1928 szef wydziału finansowego komitetu wykonawczego rady powiatowej w Kołomienskoje, 1928-1929 przewodniczący Komitetu Wykonawczego Rady Powiatowej w Wołokołamsku. 1929-1930 kierownik moskiewskiego okręgowego oddziału rolniczego, 1930-1932 zastępca kierownika moskiewskiego obwodowego oddziału rolniczego, 1932-1933 dyrektor moskiewskiego obwodowego trustu mleczarsko-hodowlanego, od września 1933 do kwietnia 1937 kierownik wydziału Komitetu Wykonawczego Moskiewskiej Rady Miejskiej, 1935 skończył dwa kursy Wydziału Specjalnego Przeznaczenia Moskiewskiego Instytutu Gospodarki Komunalnej. Od kwietnia do czerwca 1937 zarządca trustu "Moskultstroj", w lipcu-sierpniu 1938 szef wydziału Komitetu Wykonawczego Moskiewskiej Rady Miejskiej, od 11 sierpnia 1937 do 3 listopada 1938 przewodniczący Moskiewskiej Rady Miejskiej, od lutego 1939 do 1942 kierownik tambowskiego obwodowego oddziału gospodarki komunalnej, 1942-1953 zastępca przewodniczącego Komitetu Wykonawczego Tambowskiej Rady Obwodowej, 1953-1960 kierownik Tambowskiego Obwodowego Oddziału Handlu, następnie na emeryturze. Deputowany do Rady Najwyższej ZSRR (1937-1946; w latach 1938-1939 członek Prezydium Rady Najwyższej ZSRR) i do Rady Najwyższej RFSRR (1938-1947).